# De zwarte tulp (roman)

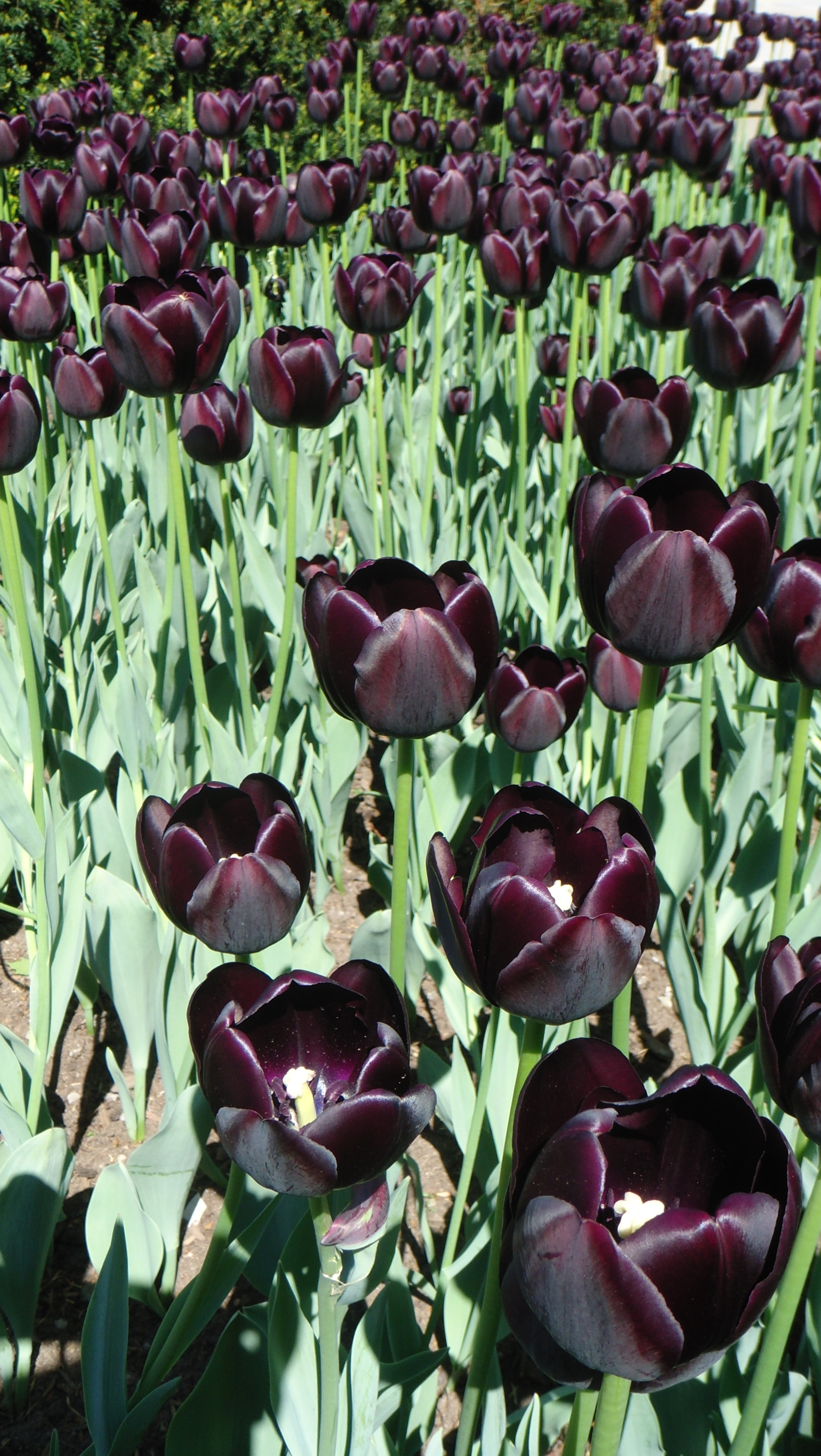
De zwarte tulp(en)

De zwarte tulp (Frans: La Tulipe noire) is een roman van de Franse schrijver Alexandre Dumas père. Het boek werd uitgegeven rond 1850. Het verhaal vertelt over een dramatische periode in de Nederlandse geschiedenis, waarin gelukzoekers tot alles bereid zijn om een symbolische tulp te kweken en zo het land er weer boven op te krijgen. Het boek heeft wel een voorspoedig einde, iets wat in de 19e-eeuwse literatuur weinig voorkwam. Dumas verwerkte drie 17e-eeuwse Hollandse hoogtepunten in het verhaal: in de eerste vier hoofdstukken de moord op de gebroeders De Witt in Den Haag in 1672, daarna de 17e-eeuwse Tulpenmanie, die tussen 1634 en 1637 een hoogtepunt bereikte, en de verdere gebeurtenissen in het Rampjaar 1672, toen de Republiek der Nederlanden onder meer in oorlog was met Frankrijk onder koning Lodewijk XIV.

## Achtergrond
De tulp werd in de 16e eeuw meegenomen uit Turkije, al bevat het boek ook veel (onjuiste) verwijzingen naar Sri Lanka als bakermat voor deze bloem. Eind 16e, begin 17e eeuw begon de tulpenkwekerij in Nederland. De 17e eeuw wordt ook wel de Gouden Eeuw genoemd en de tulp werd destijds gezien als een symbool voor macht en rijkdom. De interesse van Dumas voor tulpen werd gewekt in zijn buitenhuis in Marly-le-Roi, waar hij zelf bloemen kweekte. 
Hoewel de schrijfstijl voor jeugdig volwassenen is, kan het boek ook worden gelezen als een politiek pamflet: veel van de verwijzingen naar historische figuren zijn staatshoofden of militair leiders die bekend zijn geworden door hun verzet tegen onderdrukking. Het boek werd geschreven tegen de achtergrond van Franse politieke vluchtelingen die in Nederland bescherming zochten.

## Synopsis
Het verhaal opent met de moord op de gebroeders De Witt even buiten de Gevangenpoort in Den Haag in augustus 1672, nadat Cornelis de Witt door de rechtbank was verbannen uit de Republiek. Als zijn broer Johan hem komt ophalen om vanaf Scheveningen per schip af te reizen om aan het vonnis te voldoen, worden zij echter opgewacht door een opdringende massa woedend Oranjegezind gepeupel, waaraan zij niet kunnen ontkomen: de stadspoorten blijken afgesloten. Hierover gaan de eerste vier hoofdstukken van de roman.
In datzelfde jaar wordt er in Haarlem een wedstrijd georganiseerd: degene die als eerste een zwarte tulp kweekt, wint een prijs van 100.000 gulden. De jonge kweker Cornelis van Baerle ziet dit als een enorme uitdaging, maar de concurrentie onder de kwekers is moordend. Cornelis wordt dwarsgezeten door zijn buurman Isaac Boxtel die hem bespioneert en zijn pogingen saboteert. Cornelis wordt valselijk beschuldigd van betrokkenheid bij moord en hij belandt voor levenslang in de cel in Slot Loevestein. Hij komt onder bewaking te staan van gevangenbewaarder Gryphus, die met harde hand regeert. Al gauw ziet Rosa, de dochter van Gryphus, de onschuld van Cornelis in en de twee worden verliefd op elkaar. Cornelis moet nog weten te ontsnappen en zijn tulp voor het einde van de wedstrijd zien te voltooien.

## Personages uit het boek
- Cornelis van Baerle (in sommige vertalingen: Cornelius): tulpenkweker en geleerde uit Haarlem, die de uitdaging aanneemt een zwarte tulp te kweken
- Gryphus: norse gevangenbewaarder die Van Baerle onder zijn hoede krijgt en hem begeleidt naar slot Loevestein
- Rosa: dochter van Gryphus, die medelijden heeft met Van Baerle en gevoelens voor hem krijgt
- Isaac Boxtel: tulpenkweker uit Dordrecht en rivaal van Van Baerle, hem is er alles aan gelegen om Van Baerle dwars te zitten
- Cornelis de Witt: broer van raadspensionaris Johan de Witt, zelf inspecteur van de Hollandse dijken. Cornelis heeft een familieband met Van Baerle en heeft schriftelijk contact met hem in de gevangenis
- Johan de Witt: raadspensionaris van Holland, broer van Cornelis de Witt en rivaal van stadhouder Willem III van Oranje. Heeft samen met zijn broer een sleutelrol in het boek. Door de Oranjegezinde sycophant Tichelaer wordt hij ervan beschuldigd een aanslag te hebben willen beramen op de stadhouder.
- Willem III van Oranje: opkomend stadhouder, wanneer het Oranjegezinde volk hem als opperbevelhebber uitroept. Rivaal van Johan de Witt en vijand van Lodewijk XIV van Frankrijk. In het boek heeft hij ook contact met Karel I van Engeland
- Kolonel Marnix van Deken: officier en rechterhand van de stadhouder
- Markies de Louvois: adviseur van Lodewijk XIV van Frankrijk, voert een uitgebreide correspondentie met Johan de Witt
- Craeke: persoonlijke secretaris van Johan de Witt
- Graaf Tilly: Franse officier van de ruiterij van Den Haag die belast is met de ordehandhaving en vergeefs tracht het opdringend gepeupel tegen te houden dat de gebroeders De Witt bij de Gevangenpoort opwacht
- Hendrik Tichelaer: chirurgijn in Den Haag, beschuldigt Johan de Witt van verraad door het willen beramen van een aanslag op de stadhouder, waarop Johan de Witt wordt gevangengenomen en bij de verhoren wordt gemarteld om hem een bekentenis af te dwingen
- Meester van Spenser: magistraat van Dordrecht
- Mijnheer van Systens: burgemeester van Haarlem en organisator van de tulpenkweekwedstrijd
- Julia Boxtel: dochter van Isaac Boxtel

## Hoofdstukken
1. Een dankbaar volk: het begin van de gebeurtenissen te Den Haag op 20 augustus 1672, waarbij Johan de Witt zijn tot verbanning veroordeelde broer Cornelis bij de Gevangenpoort komt ophalen.
2. De twee broers (in de eerste Nederlandse vertalingen: Twee broeders): de beide broers hebben hun laatste gesprek. Cornelis heeft gebroken polsen en verbrijzelde vingers door de duimschroeven waarmee hij door zijn beulen is gefolterd om hem een bekentenis af te dwingen.
3. De pupil van Johan de Wit: het opdringend morrend volk slaagt erin de uitlevering van Cornelis de Witt te bewerkstelligen.
4. De moorden
5. De tulpenbollenkweker en zijn buurman
6. Verafschuw van de tulpenkweker
7. De gelukkige kweker maakt een misser
8. Een invasie
9. De familieband
10. De cipiers dochter
11. Cornelis van Baerles testament
12. De executie
13. De gedachten van de rechters
14. De varkens uit Dordt
15. De kleine goedbedeelde weduwe
16. Meester en pupil
17. De eerste knop
18. Rosa's vriend
19. Het meisje en de bol
20. De gebeurtenissen die plaatsvonden tijdens de acht dagen
21. De Bol opent zich
22. De rivaal
23. De Tulp verandert van meester
24. President van Systens
25. Een lid van het cultureel societeit
26. De hymne van de Bol
27. Van Baerle haalt zijn gram bij Gryphus, voor het vertrek vanuit Loevestein
28. Haarlem
29. Een laatste verzoek
30. De conclusie

## Nederlandse vertalingen
De eerste Nederlandse vertaling verscheen reeds in 1851, nog tijdens het leven van Dumas. Latere Nederlandse vertalingen verschenen ook in diverse omnibussen, samen met andere werken van Dumas.
- 1851: Eerste Nederlandse vertaling, uitgave H. Thompson, Amsterdam
- 19??: Uitgave Blankwaardt & Schoonhoven
- 1918 en circa 1920: Uitgave Gebroeders Graauw's Uitgeversmaatschappij N.V., Amsterdam
- 1923: Internationale Bioscoop-Roman-Maatschappij, Amsterdam
- 1944: Librairie de Belgique, Brussel
- 1959: Bel-pockets, uitg. De Bron N.V., Amstelveen
- 1959: Serie Oud goud, uitg. Van Goor Zonen, Den Haag
- 1964: Amstelboeken, uitg. Veen, Amsterdam
- 1973: Juniorboekenclub, Chevron, Hemma
- 1973: Top illustrated classics, uitg. Williams Nederland B.V., Naarden
- 1989: Bed-boek editie, uitg. Tiebosch, Amsterdam
- 1996: Serie 's Werelds meest geliefde boeken, uitg. Reader's Digest, Amsterdam
- 1997: Serie Jeugdclub, uitg. Chevron, Hemma

## Films
- De Zwarte Tulp uit 1921, Engels-Nederlandse coproductie, 72 min., stomme film. Hoofdrol Gerald McCarthey.
- The Black Tulip uit 1937, Engelse productie, 50 min. Hoofdrol Patrick Waddington.
- La Tulipe noire uit 1963, Franse productie, 200 min. Hoofdrol Alain Delon. Deze productie is niet gebaseerd op de roman en heeft daarmee alleen titel en auteur gemeen.
- The Black Tulip uit 1970, Engelse productie, 180 min., miniserie, 6 afleveringen. Hoofdrol Simon Ward.
- The Black Tulip uit 1988, Engelse productie, 50 min., animatie, niet gebaseerd op de roman.

## Strips
- De zwarte tulp, een Suske en Wiske-album uit 2014, gebruikt dit verhaal als bron voor het stripalbum.

## Musical
- De Zwarte Tulp, een Nederlandse musical uit 2010, gebaseerd op de roman.[1]